# Neckarwiese (Heidelberg)

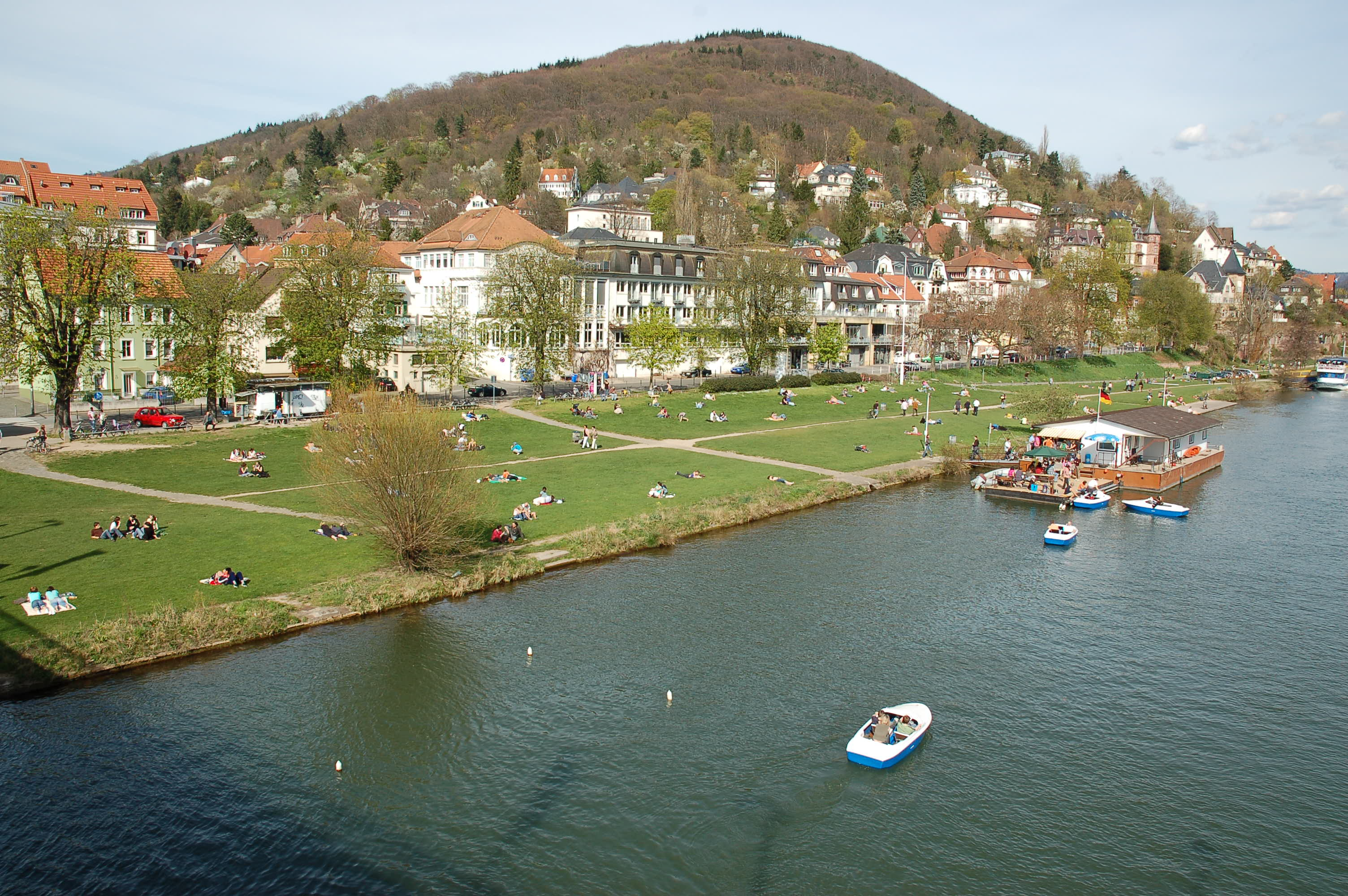
Neckarwiese in Heidelberg, der kleine Abschnitt östlich der Theodor-Heuss-Brücke

Die Neckarwiese ist eine Grünanlage in Heidelberg am Nordufer des Neckar. Sie ist mit gut fünf Hektar Fläche die größte innerstädtische Grünfläche.
Sie erstreckt sich auf etwas über einem Kilometer Länge am Ausgang aus dem Durchbruchstal des Neckars aus dem Odenwald an der nördlichen Uferseite. Der im Mittel gut 50 Meter breite Park ist locker mit großen Pappeln, Linden, Weiden und Erlen bestanden, seinen Rand an der Uferstraße säumt auf halber Länge eine Kastanienallee. Im Park, der sich im Wesentlichen zwischen Theodor-Heuss- und Ernst-Walz-Brücke erstreckt, gibt es etwa in der Mitte die zentrale Brunnenanlage mit Kinderspielplatz, Toiletten und Duschmöglichkeiten, neben einem Kiosk eine DLRG-Rettungsstation.

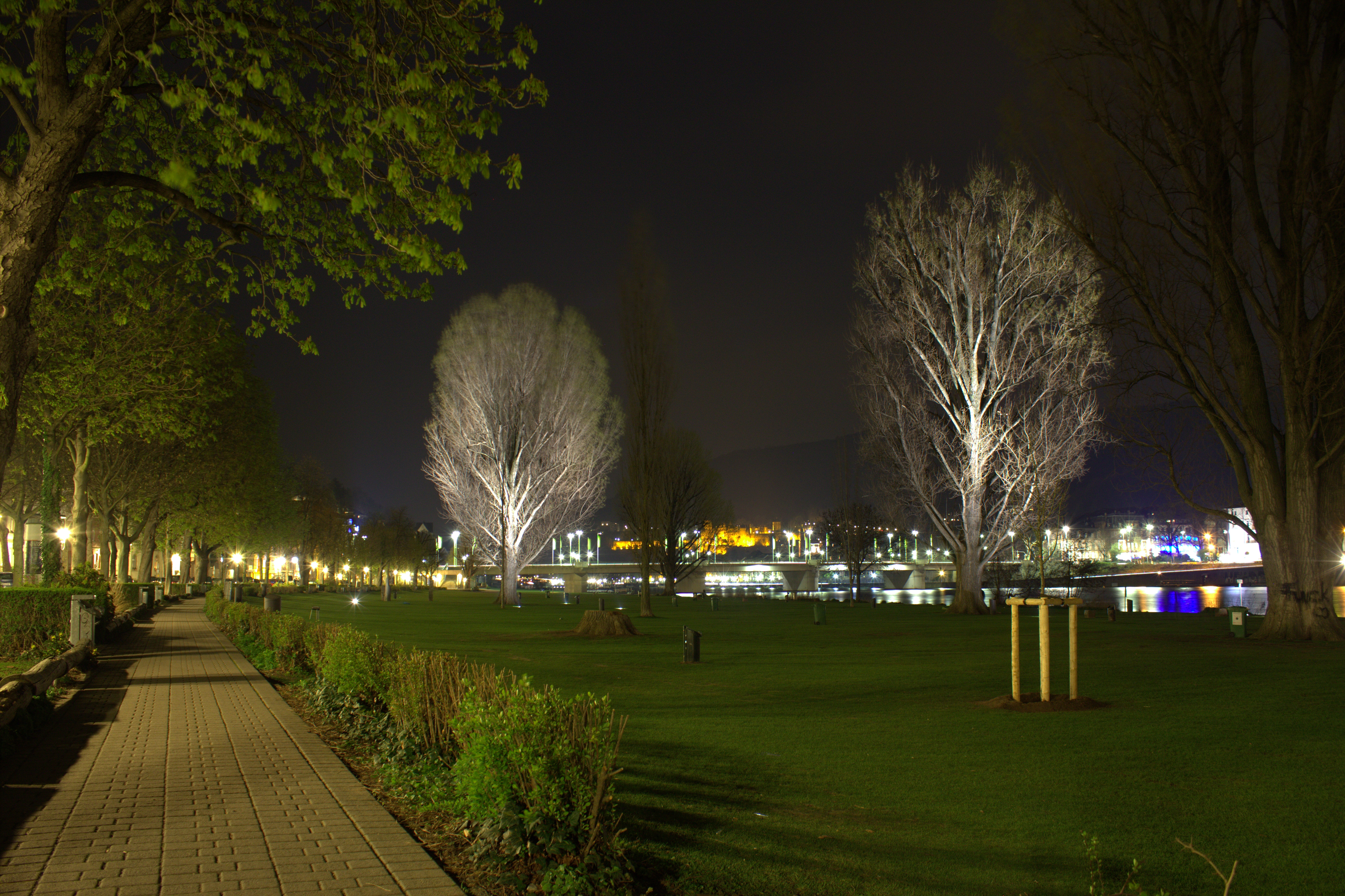
Die Neckarwiese bei Nacht

## Geschichte

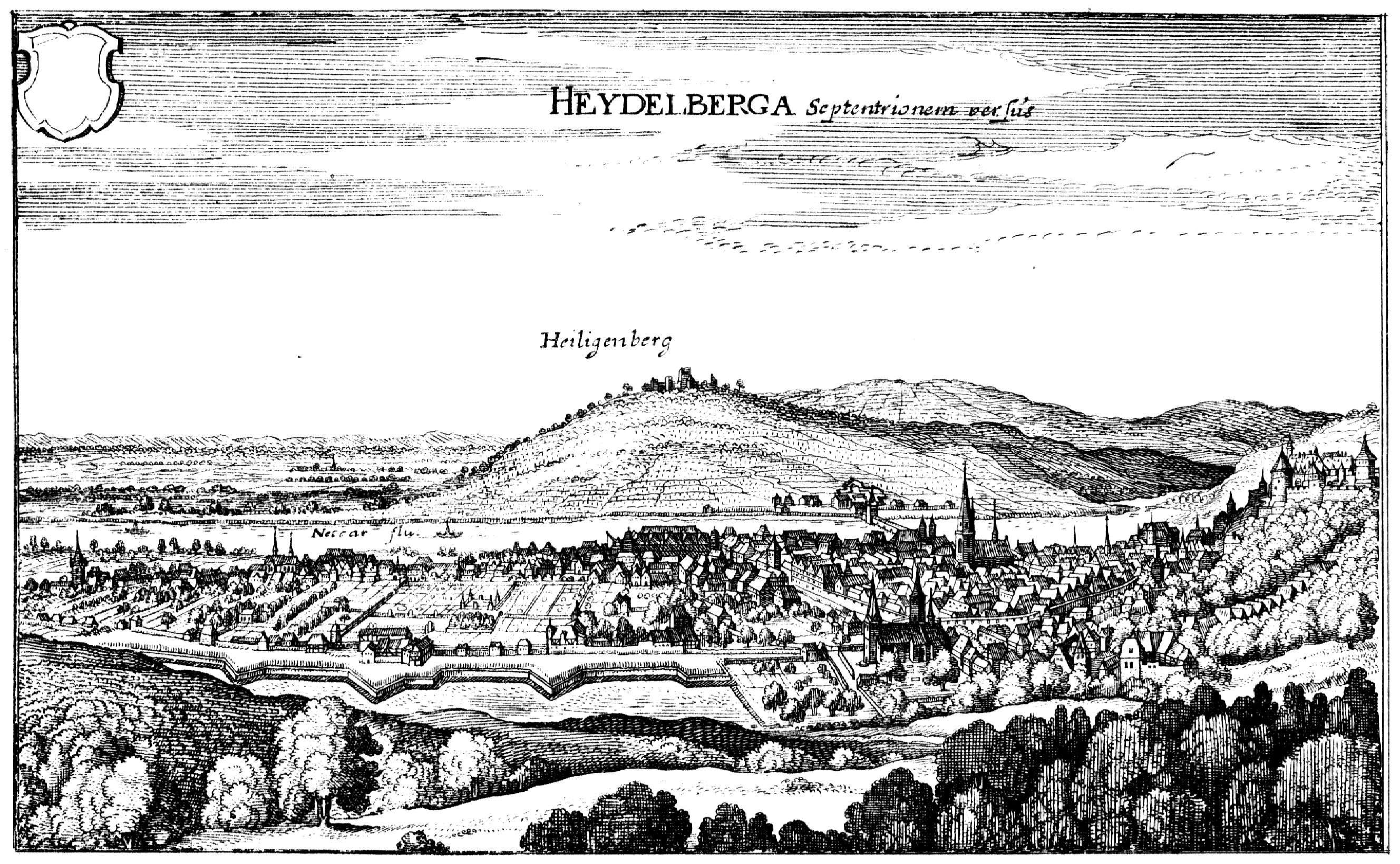
Ansicht Heidelbergs nach Norden. Matthäus Merian d. Ä. 1645

Dort, in Höhe der ehemaligen Furt, stand zu Zeiten des Römischen Reiches auch die Steinpfeilerbrücke, die vom nahe gelegenen Kastell bewacht wurde. Bei der Eingemeindung Neuenheims 1891 war das Neckarvorland noch eine relativ ungestaltete Uferzone, an dem die Boote des Fischerdorfes lagen. Mit dem Ausbau des Neckars als Bundeswasserstraße ab 1921 regte sich Protest, weil befürchtet wurde, dass dadurch die Ausflugsschifffahrt auf dem Neckar zum Erliegen kommen könnte. Mit der Schiffbarmachung und dem deswegen gleichmäßigeren Pegelstand ging aber auch eine Befestigung und Verbreiterung der Neckarwiese einher. Dennoch werden die Überflutungswiesen, die größtenteils weniger als einen Meter über dem mittleren Neckarpegel liegen, auch heute noch regelmäßig von mittleren und stärkeren Hochwassern überschwemmt.

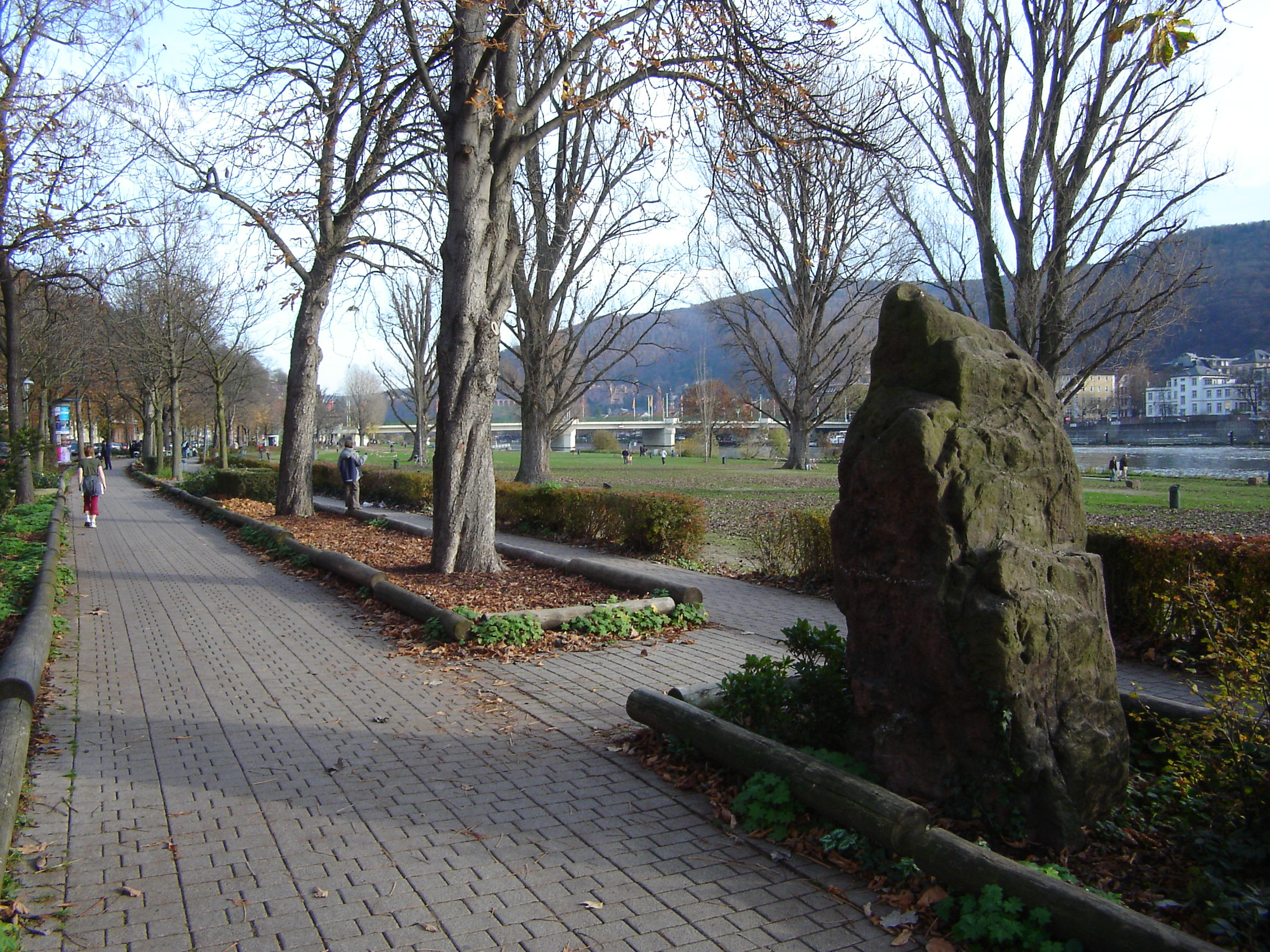
Gedenkstein für die Römerbrücke
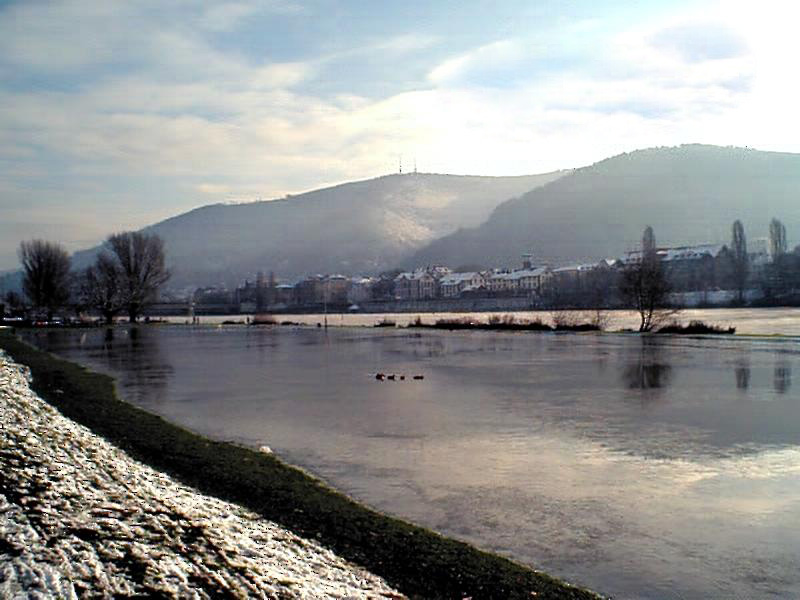
Überflutete Neckarwiese 2003
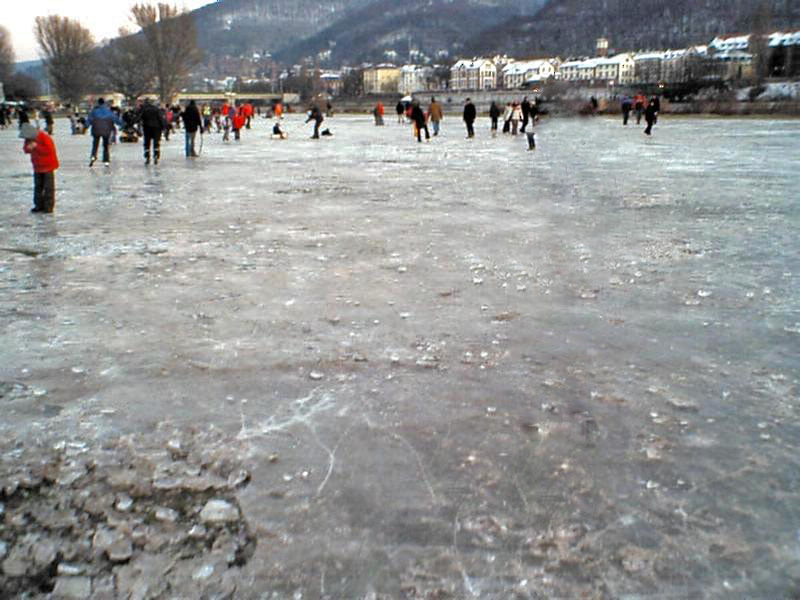
Überflutete und vereiste Neckarwiese 2003
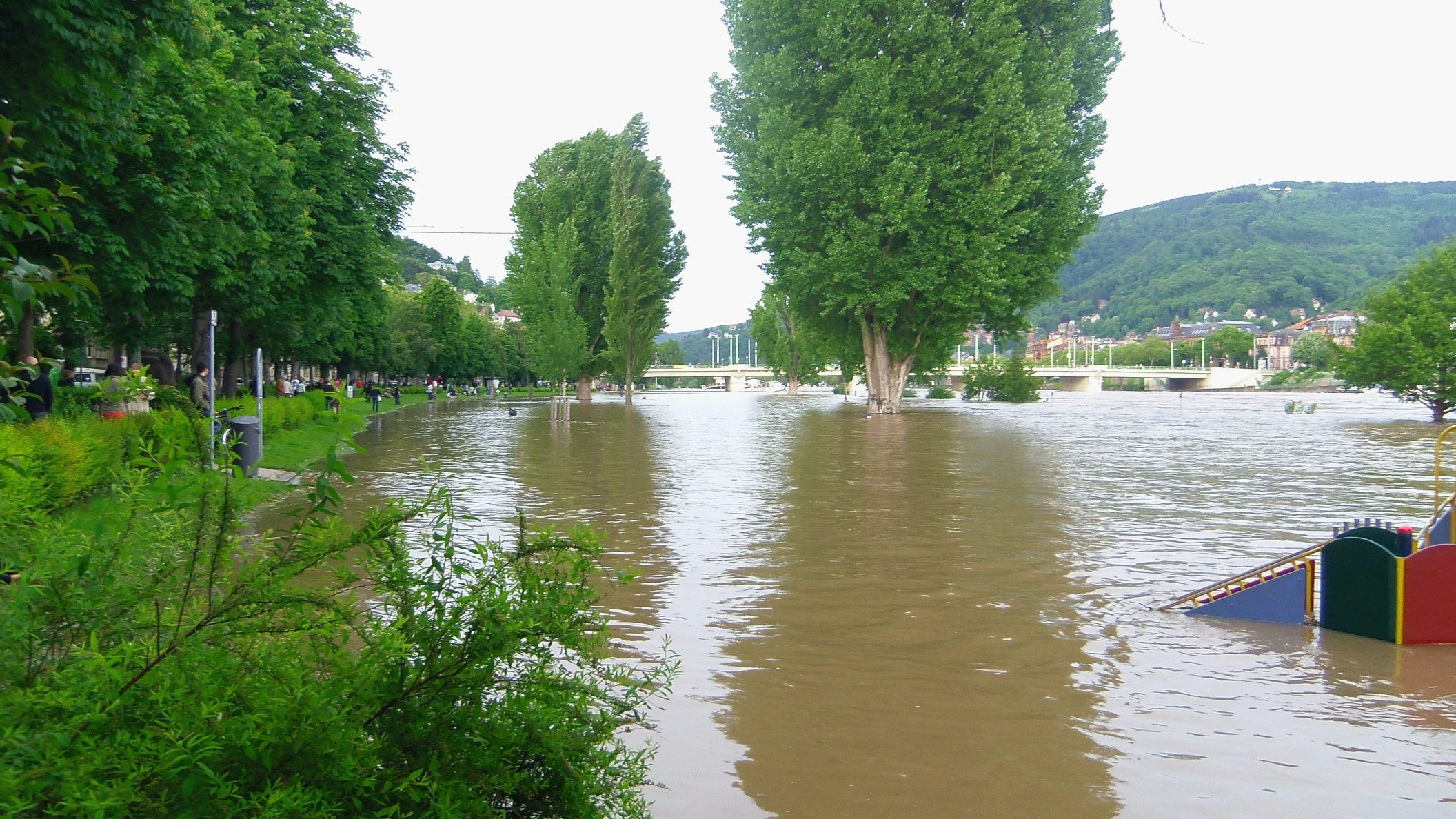
Überflutete Neckarwiese im Juni 2013

## Nutzung
Die Wiese wird nicht nur als allgemeine Erholungsstätte genutzt, sondern ist auch Austragungsort vielerlei offizieller und inoffizieller Veranstaltungen. Neben regelmäßigen Sportveranstaltungen wie der jährlich stattfindenden Heidelberger Ruderregatta im Mai, dem Festival des Sports mit Rollstuhl-Marathon im Juli und dem Heidelberg-Triathlon im August finden dort etwa das KinderTheaterFestival im Oktober und viele unregelmäßige Veranstaltungen wie etwa die Agendatage, Feste zum Weltkindertag, Public Viewing zur Fußball-Weltmeisterschaft 2006 etc. statt. Dazu findet einmal im Jahr im Zusammenhang mit dem Aok-Radsonntag der Lebendige Neckar statt, bei dem sich zahlreiche allgemeinnützige Vereine  präsentieren und somit in manchen Jahren die ganze Neckarwiese füllen. Die beiden seit 2006 eingerichteten Grillplätze und der abendliche Lärm sorgen in der Lokalpolitik für heftige und anhaltende Debatten.